# 恩法拉斯
恩法拉斯（Emfraz）是埃塞俄比亞北部阿姆哈拉州北貢德爾地區的歷史小鎮，座標12°16′N 37°38′E / 12.267°N 37.633°E，位於塔納湖東北面的山區，在2005年後是重要的鮮魚市場。
根據埃塞俄比亞中央統計局2005年人口普查的資料，恩法拉斯人口約9,162，其中男性4,375人，女性4,787人。